# آکادمی فیلیپس اکسیتر
آکادمی فیلیپس اکسیتر (انگلیسی: Phillips Exeter Academy) یک مدرسه مستقل مختلط برای دانش آموزان شبانه‌روزی و روزانه در کلاس‌های ۹ تا ۱۲ است. این مدرسه که در اکسیتر، نیوهمپشایر واقع شده از قدیمی‌ترین مدارس متوسطه در آمریکا است.
این مدرسه به‌طور تاریخی شدیداً گزیننده بوده و نرخ قبولی در آن در سال ۲۰۱۷ ۱۷ درصد بوده‌است؛ و بسیاری از فارغ التحصیلانش در دانشگاه‌های آیوی لیگ،  دانشگاه نیویورک، مؤسسه فناوری ماساچوست، و دانشگاه تافتس تحصیل می‌کنند.

## دانش آموختگان سرشناس

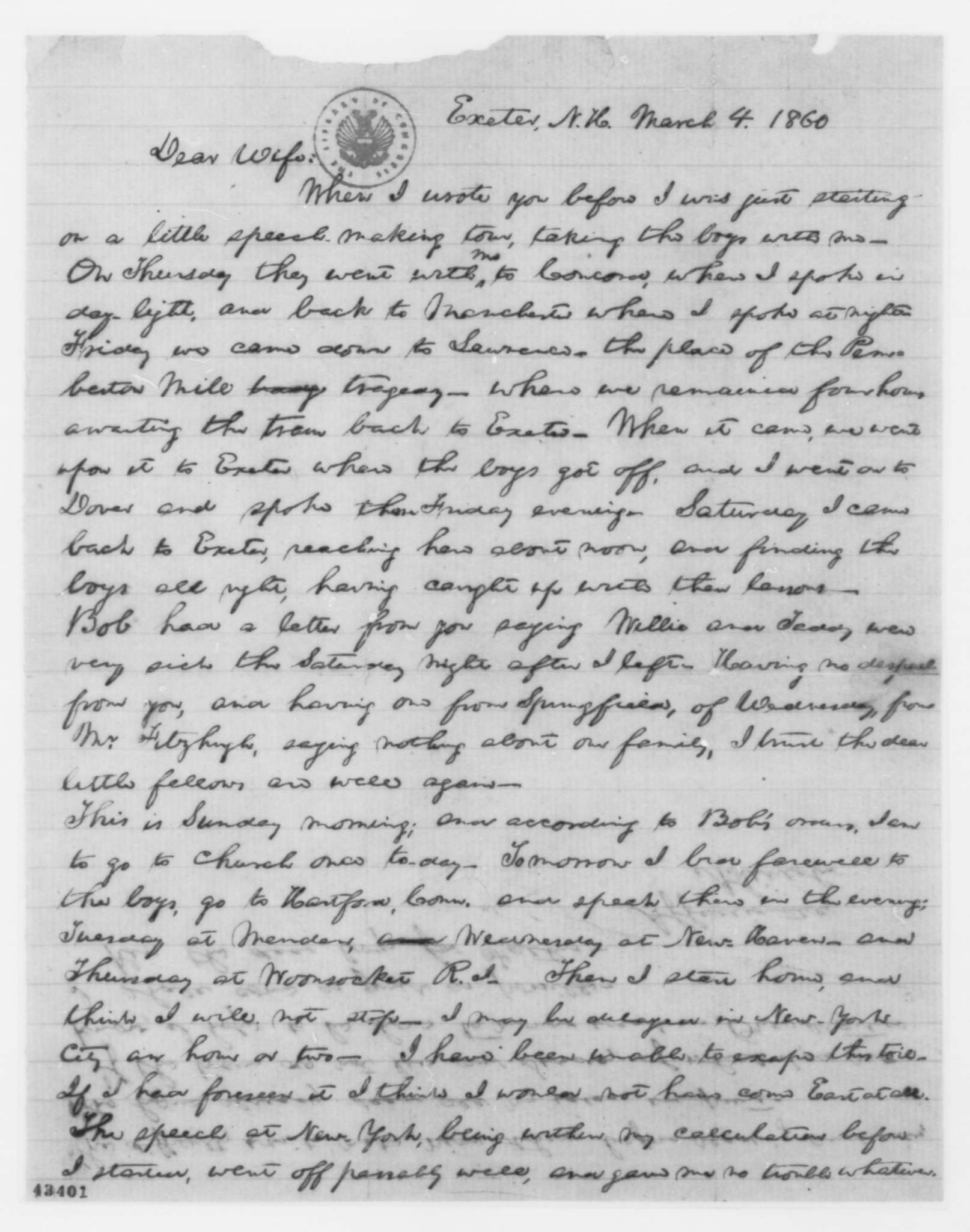
نامه ای از آبراهام لینکلن به مری تاد لینکلن، از اکسیتر، نیوهمپشایر، که لینکلن هنگام سر زدن به پسرشان رابرت تاد لینکلن، از دانش آموزان وقت اکستر نوشت ۱۸۶۰

از جمله دانش آموختگان اکستر عبارتند از دنیل وبستر (1796); جان آدامز دیکس (1809) وزیر خزانه‌داری ایالات متحده آمریکا و فرماندار نیویورک; رئیس‌جمهور فرانکلین پیرس (1820); پسر آبراهام لینکلن و وزیر جنگ ایالات متحده آمریکا رابرت تاد لینکلن (1860);
تام استیر، و مارک زاکربرگ پل کلبنیکوف، رکسان گی و جویس مینارد; بنو سی. اشمیت جونیور; دیوید ممفورد، و لوید شپلی،   ; پال رومر،  و دنیل دنت از جمله دیگر فارغ التحصیلانند.